# Las Vegas (televíziós sorozat)
A Las Vegas egy amerikai játékfilmsorozat, ami egy fiktív Las Vegas-i kaszinó és szálloda, a Montecito alkalmazottainak munkáját követi nyomon – a csapat munkakörnyezete széles skálán mozog, az autóparkolástól az étteremvezetésen át a kaszinó biztonsági felügyeletéig. A sorozat 2003. szeptember 22-én debütált az NBC csatornán, közvetlenül az USA-ban népszerű A rettegés foka (Fear Factor) című műsort követően. A Las Vegast világszerte 70 országban sugározzák, Magyarországon a Viasat 3-on látható 2007. március 23. óta. Az utolsó rész "To Be Continued"-al ért véget, de nincs folytatása.
A széria az A helyszínelők által közkedveltté tett kameramunka-stílust használja, s gyakorta több párhuzamos szálon fut a cselekmény.

## Alaptörténet
|  | Alább a cselekmény részletei következnek! |

A sorozat főszereplője az Oscar-díjra jelölt színész, James Caan, aki Ed Deline-t alakítja. Deline szigorú, ex-CIA-ügynök, aki biztonsági főnökből vált a Montecito operációs elnökévé. Dolga a kaszinó napi működéséhez szükséges feladatok ellátásának felügyelete. A másik fontos szereplő a korábbi tengerészgyalogos, Danny McCoy (Josh Duhamel), aki lényegében Ed Deline jobbkeze és társa a bűnözés kiszűrésében, továbbá a Montecito jelenlegi biztonsági vezetője, akinek feladatköre a csalóktól a túl sokat nyerő játékosokig terjed. Egyéb szereplők, akik Deline-nel és McCoyjal dolgoznak, Mike Cannon (James Lesure) biztonsági felügyelő, korábbi autóparkoló; fontos szerepet játszik a nyomozások során, köszönhetően a Massachusetts Institute of Technology-en szerzett műszaki végzettségének. Danny gyermekkori barátja s egyben volt menyasszonya, Mary Connell (Nikki Cox) a kaszinó különleges eseményekért felelős dolgozója, később pedig előléptetik szállodavezetővé a harmadik évadban. Sam Marquez (Vanessa Marcil) manipulatív üzletasszonynak, akit Las Vegas legjobb kaszinóhoszteszeként ismernek, egyetlen célja van: a nagykutyák minél többet játsszanak a kaszinóban. Ed lánya, Delinda Deline (Molly Sims) a Montecito legdögösebb grillbárja, a Mystique vezetője. Az első évadbeli rövid kapcsolatuk után ismét Dannyvel jár.

## Szereplők

### Főszereplők
- Ed Deline (2003–2007), (James Caan, magyar hangja Vass Gábor), a Montecito csoport korábbi biztonsági főnöke és jelenleg operációs főnöke, illetve az igazgatótanács tagja. Deline szerető férj és apa, s egyfajta apafigura alkalmazottai számára, különösen Dannynek. Ugyanakkor kemény fickó, s nem habozik erőszakot alkalmazni a problémák megoldása érdekében, vagy hogy megkapja, amit akar. Mint a CIA korábbi vezető beosztású tagját, múltja számos alkalommal kísérti őt. James Caan nem tér vissza főszereplőként az ötödik évadban, csupán néhány részben tűnik majd fel. Helyét Tom Selleck vette át, mint a Montecito új vezetője.
- Danny McCoy (2003–2008), (Josh Duhamel, magyar hangja Bozsó Péter), a Montecito felügyeleti- és biztonsági főnöke. Kezdetben Ed oldalán tanulta a szakmát, később kinevezték biztonsági vezetővé. Ed 2005-ös visszavonulását követően Danny vette át egy rövid időre a Montecito csoport operációs elnöki feladatát. Jelenlegi pozícióját Deline visszatérése után kapta. Danny Las Vegasban született és itt is nőtt fel. A második évad vége felé az édesapja meghalt, s ő örökölte annak építőipari társaságát, a McCoy Constructionst, továbbá a házát, amit eladott, hogy megvehesse jelenlegi lakását. McCoy régebben tengerészgyalogos volt, gerilla- és kémelhárító-képzést kapott. Az első évad végén visszahívják katonai szolgálatra. A második szezonban Silver Starral tüntették ki, miután légicsapást kért magára és egységére, mikor azon rajtaütöttek és lerohanták őket – csupán ő élte túl az akciót. Jelenleg együtt lakik barátnőjével, Delindával. Az első pár epizódban karaktere narrátori szerepet is betölt. Az ötödik évadtól ő a szálloda operatív elnöke, miután átvette Deline helyét.
- Mary Connell (2003–2007), (Nikki Cox, magyar hangja Csondor Kata), a kaszinó különleges eseményekért felelős rendezője. A sorozat első néhány részében pontos beosztása a Montecitóban nem egyértelmű; szerepét a későbbi részekben újraírták, hogy tisztázzák munkakörét és beosztását. Mary Las Vegas-i születésű, fiatalkorában apja bántalmazta őt. A negyedik évadban segít mostohaanyjának és mostohanővéreinek a férfi elleni tanúskodásban – az ügyet azonban elveszítették. Az egyik epizódban egy revolvert vásárol, ami a következő részben apja meggyilkolásának eszköze lesz. Kapcsolata volt Dannyvel, akit kiskora óta ismer; a férfi megkérte a kezét is a második évadban, amit azonban Mary visszautasított. Nikki Cox az ötödik évadtól nem szerepel a sorozatban.
- Mike Cannon (2003–2008), (James Lesure, magyar hangja Vári Attila), műszaki végzettségű (amit a MIT-en szerzett) afro-amerikai fiatalember, aki az első évadban autóparkolóként dolgozott, majd Ed Deline a biztonsági részlegbe delegálta, hogy Danny katonai szolgálatából adódó távolléte alatt segítséget nyújtson. Végül itt is maradt, klausztrofóbiája és annak ellenére, hogy így kevesebb fizetéshez jut. Mike Danny legjobb barátja. Az ötödik évadtól Ő veszi át a biztonság irányítását, miután Danny-t előléptetik.
- Samantha Jane „Sam” Marquez (2003–2008), (Vanessa Marcil, magyar hangja Törtei Tünde), Las Vegas legjobb kaszinóhosztesze, a Montecito egyik lakosztályában lakik. Mindenre elszánt üzletasszony, akit csupán az érdekel, hogy a pénzes vendégek minél többet játsszanak a kaszinóban, ennek érdekében természetesen szívélyesen közelít feléjük, s igyekszik minden óhajukat teljesíttetni. A negyedik széria egyik részében azonban felfedi, hogy csupán azért rideg, mert Las Vegasban mindenki ezt várja el tőle, s valójában legbelül gyönge és érző, mint bárki más. A milliárdos Casey Manning felesége volt, azonban már a válásukat hét évvel megelőzően elhidegültek egymástól. Kapcsolata volt Woody Hoyt nyomozóval, akit Jerry O’Connell alakít a Bostoni halottkémek című, a Las Vegasszal egy univerzumban játszódó televíziós sorozatban; a negyedik évad egyik részéből arra lehet következtetni, hogy ez holtvágányra futott. A 84. epizódtól Jeremyre vár, mivel őt szereti. Jeremy hozta Samet először Vegasba a texasi Austinból. Volt férje, Casey egy furcsa horgászbalesetben bekövetkezett halála után ő válik a Montecito Hotel és Kaszinó tulajdonosává egészen egy hétig.
- Delinda Deline (2003–2008), (Molly Sims, magyar hangja Urbán Andrea), Ed lánya, s egyben a Montecito teljes étel- és italellátásáért felelős vezetője: ő irányítja a Mystique klubot, a Wolfgang éttermet, az Opus bárt és a Bella Petto Medencebárt. Most ismét Danny barátnője; hosszú és komplikált közös múltjuk van; az első évad legelején viszonyt folytatnak, majd Delinda szakít a férfival, a harmadik évad vége felé pedig majdnem hozzámegy Derekhez, egy régi főiskolai fellángolásához, míg végül az esküvő előestéjén elhagyja őt, Dannyért, majd az utolsó évadban közös gyereküket várják.
- Nessa Holt (2003–2005), (Marsha Thomason, magyar hangja Agócs Judit), a „Jégkirálynő”. A Montecito volt vezetője, Las Vegas legjobbjának tartják. Manchesterben született, Angliában, apja Ed Deline-nel való kapcsolatainak köszönhetően múltja ködös. Ed és felesége, Jillian nevelte néhány évig. Mikor a harmadik évad megkezdődött, Nessa elhagyta Las Vegast, s új személyazonosságot kapott, hogy apjával és rég elveszett húgával éljen.
- A.J. Cooper (2007–2008), (Tom Selleck, magyar hangja Sörös Sándor), 2007-től a Montecito új tulajdonosa. Korábbi tengerészgyalogos és Wyoming-i farmer. A hálózata 2 milliárd dollárt ér. Az első napján leleplez egy doktort aki kártyákat jelzett meg, és megigérteti vele, hogy nem tér vissza Las Vegasba többet. A 'Run, Cooper, Run' c. részben derül ki róla sok minden, például: Vietnamban harcolt amiért kitüntetést is kapott.

### Mellékszereplők
- Mitch (2003–2008), (Mitch Longley), a biztonsági csoport tagja. Habár mozgássérült, ez nem hátráltatja a munkában.
- Piper Nielsen (2007–2008), (Camille Guaty), az ötödik évadtól az új különleges eseményekért felelős ember a szállodában. Mind Sammel és Delindával barátságot alakít ki. Az első részben, amelyikben szerepel, kiderül, hogy még csak 22 éves, bár később elszólja magát hogy már 25. Később összeházasodik Mike-al. Az apja születése előtt elhagyta az anyját. Miután összeboronálják AJ Cooper-rel kiderül hogy Cooper és Piper apja együtt szolgáltak Vietnamban, ahol Piper apja meghalt, de a halála előtt megkérte Coopert hogy vigyázzon a lányára.
- Polly (2005–2008)(Suzanne Whang), manikűrös a Montecito-ban. Az ötödik évadtól A. J. Cooper-rel alakít ki különös barátságot.
- Kathy Berson (2005–2008), (Rikki Klieman) A Montecito fő ügyvédje. Ha valakinek a kaszinóban jogi problémája van, hozzá fordul. A sorozat folyamán Kathy segít Ed-nek, Danny-nek és Cooper-nek is.
- Jillian Deline, (2003–2008) (Cheryl Ladd), Ed felesége Delinda anyja. A 3. évadban kiderül, hogy modell volt fiatalkorában, és Ő az egyetlen aki kedves Monica-val. Az 5. évad végén elhagyja Ed-et.
- Monica Mancuso (2005), (Lara Flynn Boyle), Montecito korábbi tulajdonosa. Önző és akaratos nő. A 3. évad első részében kiderül, hogy 25 volt mikor elvette feleségül egy 83 éves milliomos, és amikor meghalt 93 évesen, minden vagyonát Ő örökölte. Be akarja bizonyítani, hogy több, mint egy nő aki örökölt egy adag pénzt, a Montecito felújítását is Ő fizette. A harmadik évad végén egy fura balesetben meghal. Leesik a Montecito tetejéről a Wynn cipőboltjába. Halálát az alkotók megpróbálták viccesen beállítani. A szálloda dolgozói a hamvait lehúzzák a vécén. Mielőtt elvette a milliomos pincér volt nappal és sztriptíztáncos éjszaka.
- Casey Manning (2004–2007), (Dean Cain), Fiatal, jóképű üzletember, Sam exférje. A 3. évadban megveszi a kaszinót, Monica halála után. A 4. évadban meghal egy horgászbalesetben Új-Zéland partjainál. A boncolás kimutatta, hogy megmérgezték a baleset előtt. Halála után a Montecito tulajdonosa Sam lesz.
- Sarasvati Kumar (2004–2006), (Lakshmi Manchu), A Montecito könyvelője. Szerelmi szálak fűzték Frank-hez (Sylvester Stallone), és később Mike-hoz. Mike-kal való kapcsolata akkor ért véget, mikor hazament Delinda sztriptíz-táncosával.

### Híres vendégszereplők
- Alec Baldwin mint Jack Keller; 12, 32 rész
- Terry Bradshaw mint Peter "Pete" Skinner, 104 rész
- Richard Burgi mint Vince Peterson, 86 és 87 részek
- JC Chasez mint William, Piper exbarátja, 98 rész
- Rachel Leigh Cook mint Penny Posin, 50-53 rész
- Elliott Gould mint a Professzor, 4 rész
- Tamyra Gray mint Patty, 65 rész
- Brian Austin Green, mint Connor Mills, 14 rész
- Jean-Claude Van Damme, 15. rész
- Jill Hennessy, mint Dr. Jordan Cavanaugh a Bostoni halottkémek sorozatból, számos részben
- Paris Hilton, mint Madison, Connor Mills menyasszonya, 14 rész
- James Hong mint Soli Tendar Monk, 76 rész
- Dennis Hopper, mint Jon Castille, 16 rész
- Kathryn Joosten mint Roberta "Robbie", 104 rész
- Jon Lovitz, mint Fred Puterbaugh, 14, 25 és 46 rész
- Christian Kane, mint Bob, 20 rész
- Dominic Keating, mint Anthony Demby, 12 rész
- Jerry O’Connell, mint Woody Hoyt nyomozó a Bostoni halottkémek sorozatból, számos részben
- Sylvester Stallone, mint Frank, 35 és 41 rész
- Robert Wagner mint Alex Avery, 66 rész
- Sean Astin mint Lloyd, 17 rész

### Ismertebb cameo-k
| - Criss Angel - Paul Anka - Ashanti - Big & Rich - Clint Black - The Black Eyed Peas - Blue Man Group - James Blunt - Jon Bon Jovi - Brooks & Dunn - Michael Bublé - Brooke Burke - Lance Burton - Charo - Sasha Cohen - Snoop Dogg - Nabil Haj Mohamed - Duran Duran - Annie Duke - John Elway - Daniel Evans - Everlast - Oscar Goodman - Hugh Hefner - Ben Jelen - Ron Jeremy - Jewel - Jimmie Johnson - Gladys Knight - Chad Knaus - Don Knotts | - Howard Lederer - John Legend - Lil’ Flip - Little Richard - Los Lonely Boys - Maloof family - Howie Mandel - Dave Mirra - Mark McGrath - Mims - Montgomery Gentry - Ne-Yo - Wayne Newton - OK Go - Tony Orlando - Donny Osmond - Penn and Teller - Wolfgang Puck - The Polyphonic Spree - Pussycat Dolls - Rihanna - Dennis Rodman - Joe Rogan - Sugar Ray - Sugarland - Lawrence Taylor - Cowboy Troy - Jean-Claude Van Damme |

## Bostoni halottkémek-crossover
A Las Vegas azonos univerzumban játszódik az NBC egy másik sorozatával, a Bostoni halottkémekkel (Crossing Jordan). A harmadik évad egyik epizódjában egy ügy Las Vegasba irányítja Jordan Cavanaugh-t (Jill Hennessy) és Woody Hoyt nyomozót (Jerry O’Connell). Woody és Sam megismerkednek és távkapcsolatba kezdenek. A negyedik évad egyik részében történtek miatt azonban ennek vége szakad. Vanessa Marcil feltűnt Samként a Bostoni halottkémek két epizódjában. A crossover, azaz a keresztezés oka részben az, hogy a Las Vegas a Bostoni halottkémek megszokott idejében látható ősszel, mivel Jill Hennessy terhessége alatt a producerek nem akartak újabb részeket forgatni.

## Sorozat információ

### Műsoridő
2003 szeptember 22-étől volt az amerikai NBC csatorna programjában hétfőnként, de 2006 márciusában péntek estére lett áttéve, az amerikai profi football-liga "Monday Night Football"-ja miatt. Ez a csere előre megpecsételte a sorozat sorsát, mivel amerikában a péntek este "holtidőnek" számít. Az ötödik évad premierje nem hozott átütő sikert, így a folyamatos nézettség-csökkenés hatására az NBC 2008 február 20-án levette a műsorból.

### Szezon információ
A sorozat négy teljes évaddal rendelkezik, ami DVD-n megvásárolható az USA-ban, Magyarországon első két évad kapható. 2007 február 27-én megállapodtak, hogy a sorozat visszatér sz ötödik évaddal, 2007 március 2-án kiderült, hogy James Caan és Nikki Cox elhagyja a sorozatot. Caan vissza akart térni a mozifilmek világába, Cox-szal pedig pénzügyi okok miatt szakítottak a készítők. Tom Selleck vette át James Caan helyét, mint a Montecito főnöke az ötödik évadban. Az utolsó évadban a tervezett 22 rész helyett csak 19 került legyártásra a sorozat megszűnése, és a forgatókönyv-írok sztrájkja miatt. Az utolsó rész – mivel nem teljes – sok lezáratlan szálat hagyott a történetben, ami miatt a sorozat rajongói mérgesek lettek a készítőkre.

## A Montecito elhelyezkedése
- A fiktív kaszinó színhelye évadról évadra változik. Az első epizódok némelyikében a Monte Carlo Resort and Casinót láthatjuk a Montecitóként, ami a Tropicana és a Vegas Strip kereszteződésénél található. A Mandalay Bayjel való hasonlósága okán a sorozat látványtervezői a The Strip déli végére helyezik a Montecitót, azonban gyakran szemközt a Mandalay Bayjel, a Las Vegas Boulevard reptér felőli oldalára. Az épület pontos helye és fekvése látszólag sokat változik ezen a területen belül; a kültéri CGI-zoomolások révén a második évad egyik részében három enyhén különböző elhelyezkedés is megfigyelhető három különböző felvételből.
- A Mandalay Bay számos belső és külső elemét (köztük a hullámmedencét) használták a Montecito exteriőrjeként, noha (az Internet Movie Database szerint) a Montecito valódi díszletei a Culver Studiosban lelhetők fel (ezen stúdióban vették fel az Elfújta a szél című filmet), Kaliforniában, Culver Cityben, tehát az enteriőrök a Mandalay Bay másolatai. A harmadik évad díszleteit tartják a tévésorozatok történetében a legnagyobbnak.
- A széria első évada folyamán a Montecito több lakosztályából is a Strip középső szakaszának különböző részeire nyílt kilátás, ami a hotelt arra a környékre helyezi, ahol jelenleg a Venetian, a Flamingo vagy a The Mirage is található.
- A harmadik évadban Ed Deline irodája megfigyelhetően a Strip közepén helyezkedik el, ahonnét látható a Harrah's, a Caesar’s Palace, a Mirage és a Venetian, ami alapján a Montecitót a Treasure Islandhez tehetjük. Ez nem egyezik a Montecito felett átsuhanó felvételek látványával, s így Ed irodáját 2 mérfölddel odébbra lokalizálja. Az ablakos jelenet közelebbi vizsgálata megmutatja, hogy a Mirage névtábláját átszerkesztették „Montecito”-ra
- A negyedik évad 2. részében akad egy jelenet Ed irodájában, ahonnan ismét láthatjuk a Mirage-t és a Caesar's Palace-t. Ez újabb megerősítése annak, hogy Deline szobája a Treasure Islanddel egy helyre tehető.
- Egy 2005 decemberében sugárzott rész szolgál hivatkozásul arra, hogy a Montecito hozzávetőleg 1,5 mérföldre van a Wynn Las Vegastól. Ez a távolság nem egyeztethető össze azokkal a felvételekkel, amelyek a Montecitót a repülőtér és a Mandalay Bay közelébe térképezik, de megfelel a fentebb említett harmadik évadbeli képi referenciának.
- Más epizódok légifelvételeiből az látszik, hogy a Montecito a Giles Street és a Reno Avenue sarkán épült, körülbelül fél mérföldre a Mandalay Baytől.

## Érdekességek
- Különböző főcímdalokat használnak a sorozathoz attól függően, hogy hol, hogyan és mikor kerül adásba. Ausztráliában, Portugáliában, az Egyesült Királyságban, Hollandiában és más országokban ez a Let It Ride Charlie Clouser előadásában, míg máshol, úgymint az Egyesült Államokban és Kanadában az A Little Less Conversation Junkie XL mixverziója szól Elvis Presleytől. Az amerikai DVD-kiadáson, illetve az NBC weboldalán megtekinthető epizódokban a Clouser-szám hallható. Előfordult olyan is, hogy néhány epizódnál eltérő dal szól, például a 4. évadban egy alkalommal a Crazy Bitch csendül fel Buck Cherry tolmácsolásában.
- Don Johnson szóba került Ed Deline szerepére.
- A kritikusok úgy tartották, a sorozat egy évadot sem él meg. Abban az évben ez volt az egyetlen széria, aminek az NBC második évadot rendelt.
- Jeff Marionette High Stakes Game című regénye elmeséli, mi történt a második évad fináléja és a harmadik évad premierje között, mikor a szereplők rövid időre külön utakon jártak.
- A harmadik évad egyik epizódjában Danny McCoy Sonny Corleone karakteréről kérdezi Edet A keresztapából, mire Deline azt válaszolja, „nem láttam”. Az Ed Deline-t alakító James Caan játszotta Sonny Corleone szerepét az ominózus filmben. A második évadban is van egy utalás a Keresztapa című filmre (a barátaidat engedd közel, az ellenségeidet még közelebb).
- A Las Vegas a Bostoni halottkémek mellett akár más NBC-sorozattal is azonos univerzumban játszódik: a Hősök Ütközés és Hirók című részeiben Hiro, Andó, Nathan és Niki a Montecitóban szállnak meg. A Distractions-ben az Ando és Hiro által viselt jelvényeken a Las Vegasban is feltűnő logó látható.

## DVD-kiadás
| Megnevezés    | 1-es régió           | 2-es régió         | 4-es régió         |
| ------------- | -------------------- | ------------------ | ------------------ |
| Első évad     | 2005. január 4.      | 2005. március 14.  | 2005. november 28. |
| Második évad  | 2005. szeptember 13. | 2005. december 5.  | 2005. november 28. |
| Harmadik évad | 2006. szeptember 12. | 2006. november 30. | 2006. november 15. |

Magyarországon a sorozat hamarosan kapható DVD-n.